# Llengües del Regne Unit
Les llengües del Regne Unit són un total de 14, de les quals dues han reviscolat els darrers cent anys. Tot i que al Regne Unit no hi ha una llengua oficial, de facto ho és l'anglès que és la llengua única parlada per gairebé el 95% dels habitants del Regne Unit. El gal·lès és la segona llengua més parlada al Regne Unit.

## Llista de llengües del Regne Unit
A les Illes Britàniques hom pot comptar 14 idiomes nadius, dels quals dos han reviscut en els darrers 100 anys, el còrnic i el manx. Hi ha les llengües celtes de Gal·les, Escòcia i Irlanda i les llengües d'oïl de les Illes Anglonormandes. També hi ha les parles dels gitanos nòmades residents al Regne Unit.
| Idioma                       | Família                         | Parlat a | Nombre de parlants                                |
| ---------------------------- | ------------------------------- | --- | ------------------------------------------------- |
| Anglès                       | Germànic oriental               | Anglaterra: tot el país Irlanda del Nord: la major part del país, també la major segona llengua a Escòcia, Gal·les, l'Illa de Man i les Illes Anglonormandes | 59,6 milions                                      |
| Irlandès (Gaeilge)           | Goidèlic                        | República d'Irlanda: tot el país, algunes petites parts d'Anglaterra                                                                                         | 1,7 milions                                       |
| Scots (Scots, Lallans)       | Germànic oriental               | Escòcia: Lowlands, Caithness, Orkney, Shetland Ulster: Down, Antrim, Derry, Donegal                                                                          | est. 1 milió                                      |
| Gal·lès (Cymraeg, y Gymraeg) | Celtic                          | Gal·les: tot el país, també a parts d'Anglaterra vora la frontera amb Gal·les                                                                                | 760.000                                           |
| Gaèlic escocès (Gàidhlig)    | Celtic                          | Escòcia: Barvas, Lewis i Harris, Tiree Skye, North Uist, South Uist, i moltes altres àrees dels Highlands                                                    | 59.000 (92.000 tenen certa habilitat)             |
| Francès de Jersey            | dialecte del Francès            | Illes Anglonormandes: Jersey | 17.000                                            |
| Shelta Gammon                | Parlada pels nòmades irlandesos | República d'Irlanda Alguns a Anglaterra | 6.000                                             |
| Còrnic (Kernowek)            | Celtic                          | Anglaterra: Cornualla | 2.000 amb fluïdesa (3.500 tenen capacitat)        |
| Jerseiès                     | Normand                         | Illes Anglonormandes: Jersey, alguns a Sark | 2.000 amb fluïdesa (3.500 tenen capacitat)        |
| Manx                         | Celtic                          | Illa de Man: gairebé tota l'illa | 1.700                                             |
| Guernseiès                   | Normand                         | Illes Anglonormandes: Guernsey | 1.300                                             |
| Sercquiès                    | Normand                         | Illes Anglonormandes: Sark | 15 amb fluïdesa (una dotzena més el pot entendre) |

També hi ha sis llengües ja extintes: auregnès, romaní, norn, picte, cúmbric i yola

## País de Gal·les
El gal·lès està protegit oficialment per Llei del gal·lès de 1993 i per la Llei del Govern de Gal·les de 1998, i des del 1998 és normal trobar a gairebé tots els departaments del govern britànics impresos i pàgines web en anglès i gal·lès. Tant l'anglès com el gal·lès tenen el mateix estatut legal a Gal·les i el desembre de 2010 l'Assemblea Nacional de Gal·les va aprovar per unanimitat una legislació que feia al gal·lès llengua oficial a Gal·les amb mesures addicionals per a promocionar la llengua, i que va entrar en vigor en 2011.
D'acord amb el cens britànic de 2001, aproximadament el 20% de la població de Gal·les és capaç de parlar gal·lès (uns 600.000 parlants). No obstant això, existeix certa controvèrsia sobre el nombre real que persones que parlen gal·lès, algunes estadístiques optar per incloure a les persones que han estudiat gal·lès a la GCSE, i no a tots se'ls podria considerats com a parlants fluids de la llengua. Per contra, alguns dels que el parlen com a primera llengua podrien optar per no declarar-se parlants, a diferència de gaèlic escocès, que de vegades és vist com una llengua regional, fins i tot a la mateixa Escòcia en si, el gal·lès ha estat fortament associat al nacionalisme. Aquests fenòmens, també s'observa amb altres llengües minoritàries fora del Regne Unit, fan que sigui difícil establir una xifra exacta i imparcial per a la quantitat de persones que el parlen amb fluïdesa. A més, en el cens de 2001 no es va preguntar pel coneixement del gal·lès als habitants de fora de Gal·les, sense tenir en compte que hi ha un nombre important de parlants de gal·lès als comtats anglesos veïns i emigrats a les grans ciutats.

## Escòcia

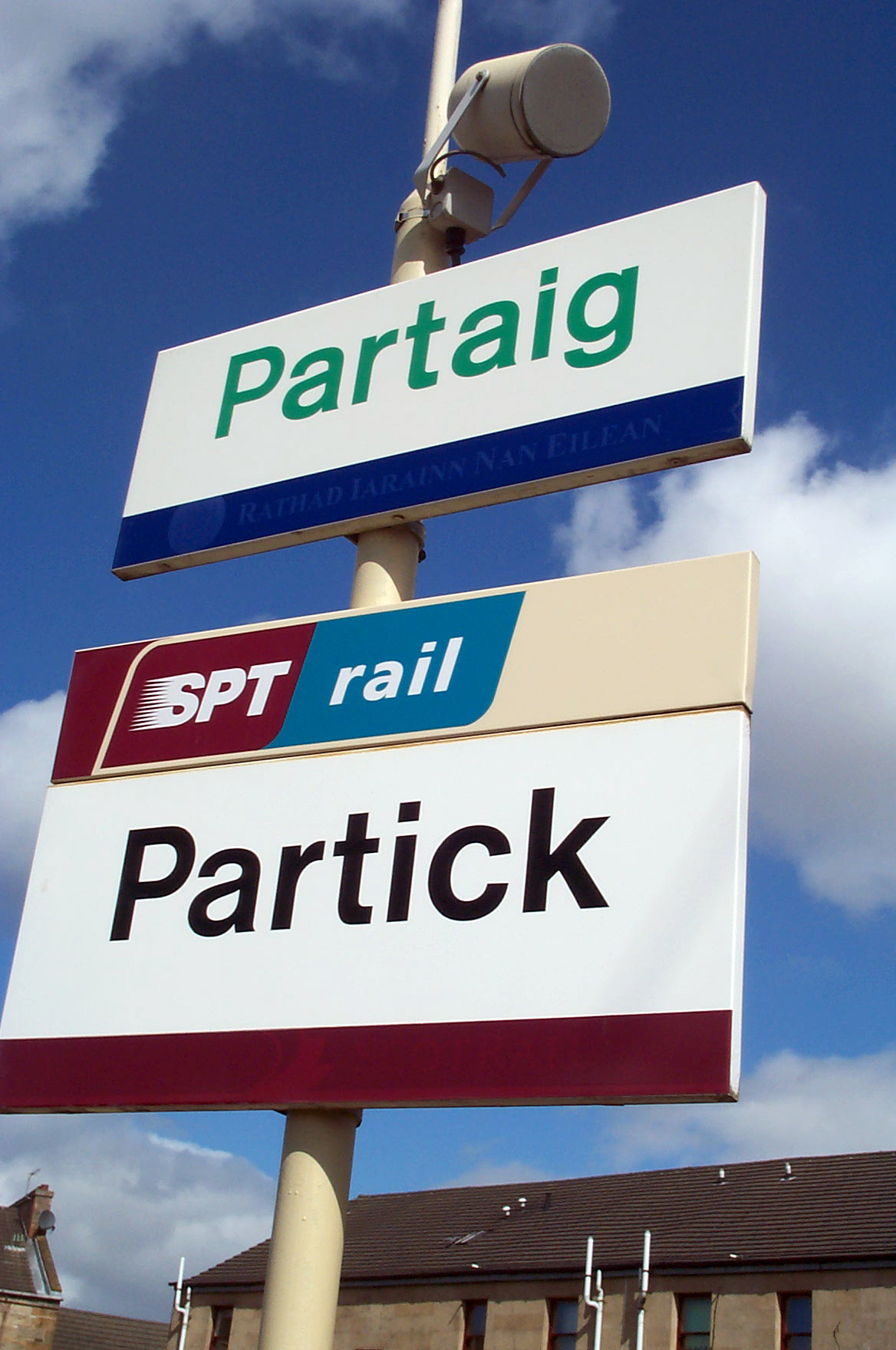
Senyal bilingüe anglès-gaèlic escocès a l'estació de Partick, Glasgow

Segons el cens de 2001, hi ha 58.652 parlants de gaèlic escocès (gairebé l'1% de la població d'Escòcia). Un total de 92.400 persones majors de tres anys declaraven tenir algun coneixement de gaèlic el 2001 Segons una estimació de l'Oficina del Registre General per a Escòcia de 1996, el 30% de la població escocesa parla scots (aproximadament 1,5 milions de parlants).

## Irlanda del Nord
A Irlanda del Nord, un 7% de la població parla irlandès segons el cens de 2001 (uns 110,000 parlants) i el 2% parla escocès de l'Ulster, vist per alguns com una llengua diferent de l'anglès i per altres com un dialecte de l'anglès, segons el Northern Ireland Life and Times Survey de 1999 (uns 30.000 parlants).

## Cornualla
El còrnic, llengua cèltica molt propera al gal·lès, és parlat per unes 3.500 persones com a conseqüència d'un moviment de reviscolament iniciat per Henry Jenner el 1903. Des de 2002 el còrnic ha estat reconegut pel govern britànic com a minoria lingüística del Regne Unit a la Carta Europea de les Llengües Regionals o Minoritàries del Consell d'Europa.

## Altres llengües
Arreu del Regne Unit, molts ciutadans poden parlar o comprendre si més no (a un nivell que ells podrien tenir una conversa amb algú que parlés aquell idioma) una segona o fins i tot una tercera llengua en educació secundària, educació primària o fins i tot en classes particulars. El 23% dels britànics poden parlar/entendre el francès, el 9% pot parlar/entendre l'alemany i el 8% es pot parlar/entendre l'espanyol.
En general, el 38% dels ciutadans del Regne Unit es declaren capaços de parlar almenys un idioma diferent de l'anglès. El 18% dels ciutadans britànics afirmen ser capaços de parlar dos idiomes endemés de l'anglès i el 6% declara que pot parlar tres idiomes endemés de l'anglès. El 62% dels ciutadans britànics només saben parlar anglès. Aquestes xifres inclouen els que descriuen el seu nivell d'habilitat en la llengua estrangera com a "bàsic".

## Estatut legal
Algunes nacions i regions del Regne Unit tenen un marc de protecció per a la seva llengua autòctona.
- A Gal·les, la Llei del gal·lès de 1993 estableix que anglès i gal·lès gaudiran del mateix tracte al sector públic.
- A Escòcia la Llei del gaèlic de 2005 dona al gaèlic escocès el seu primer estatut legal; i la regió escocesa de les Western Isles té una política de promoció lingüística.
- A Irlanda del Nord, irlandès i escocès de l'Ulster gaudeixen d'un ús limitat al costat de l'anglès (sobretot en traduccions al públic per encàrrec).

Endemés, el govern britànic ha ratificat la Carta Europea de les Llengües Regionals o Minoritàries pel que fa al còrnic, gal·lès, scots, gaèlic escocès, irlandès i escocès de l'Ulster.
Segons la Carta Europea de les Llengües Regionals o Minoritàries (que no és jurídicament vinculant, però que requereix que els estats adoptin les mesures legals adequades per l'ús de les llengües regionals o minoritàries) el govern del Regne Unit s'ha compromès amb el reconeixement de certes llengües regionals i la promoció de certes tradicions lingüístiques. El Regne Unit ha ratificat per al nivell més alt de protecció (Secció III), previst per la Carta en relació amb el gal·lès, el gaèlic escocès i l'irlandès. El còrnic, scots i escocès de l'Ulster (en aquest últim territori reconegut oficialment com a escocès de l'Ulster o Ullans, però anomenat simplement escocès o scots) estan protegits pel nivell inferior (Secció II). El govern del Regne Unit també ha reconegut la Llengua de Signes Britànica com una llengua de ple dret del Regne Unit.

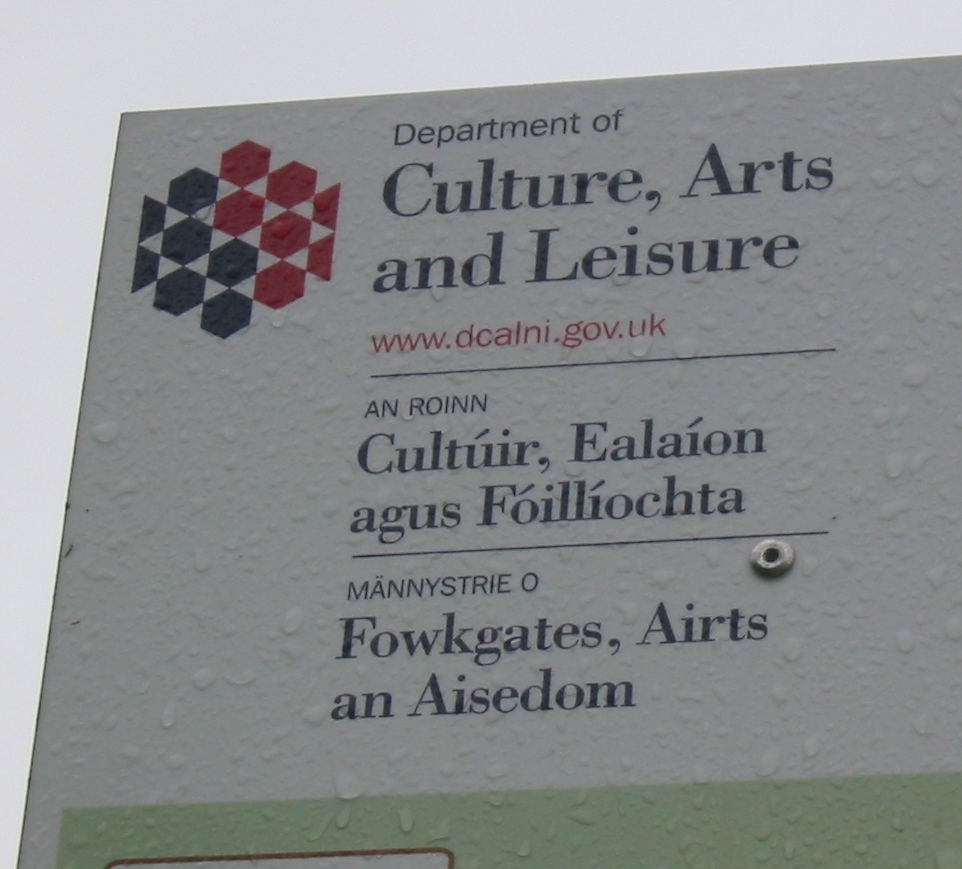
Departament responsable de la política cultural a Irlanda del Nord amb nom en anglès, irlandès i ullans

S'han establit diversos organismes per a supervisar la promoció de les llengües regionals. A Escòcia, el Bòrd na Gàidhlig supervisa el gaèlic escocès, el Foras na Gaeilge té un mandat transfronterer per al gaèlic arreu d'Irlanda, i Tha Boord o Ulstèr-Scotch està destinat a complir una funció similar per a l'escocès de l'Ulster. A Gal·les, el Consell de la Llengua Gal·lesa (Bwrdd yr Iaith Gymraeg) té la funció legal d'acordar els plans per a la llengua gal·lesa amb els organismes oficials. L'Associació de la Llengua Còrnica és un organisme que representa als principals grups culturals i defensors del còrnic i les necessitats lingüístiques del govern local. Rep fons del govern del Regne Unit i de la Unió Europea i és el regulador de la llengua en forma escrita estàndard, acordada el 2008.

### Controvèrsies

#### Llengua vs dialecte
No hi ha criteris universalment acceptats per a distingir els idiomes dels dialectes, encara que hi ha una sèrie de paradigmes acceptats, a vegades ofereixen resultats contradictoris. La diferència exacta és, doncs, subjectiva, depèn de l'estructura dels usuaris de referència. (Vegeu dialecte)
El gaèlic escocès i l'irlandès són generalment vistos com a idiomes de ple dret en lloc dels dialectes d'una llengua única, però a vegades són intel·ligibles entre si en un grau limitat - especialment entre els dialectes del sud d'Escòcia i el del nord d'Irlanda (es fan programes en ambdues varietats a BBC Radio nan Gàidheal i a RTÉ Raidió na Gaeltachta), però la relació entre scots i anglès és menys clara, ja que la intel·ligibilitat mútua sol ser parcial.
Ja que hi ha un nivell molt alt d'intel·ligibilitat mútua entre els parlants actuals de scots a Escòcia i a l'Ulster (Ulster Scots), i fins ben entrat el segle XX han tingut una forma escrita comuna, les dues varietats han estat considerades com a dialectes d'una sola llengua en lloc de llengües de ple dret; la forma escrita s'han anat distanciant en el segle XXI. El govern del Regne Unit "reconeix que scots i scots de l'Ulster compleixen amb la definició de la Carta d'una llengua regional o minoritària". Si això implica el reconeixement d'una llengua regional o minoritària o dues és una qüestió d'interpretació. L'escocès de l'Ulster es defineix en la legislació (La cooperació Nord/Sud, (organismes d'aplicació) Ordre d'Irlanda del Nord de 1999) com a la varietat de la llengua escocesa que s'ha utilitzat tradicionalment en algunes parts d'Irlanda del Nord i al comtat irlandès de Donegal.
Mentre que a l'Europa continental idiomes i dialectes estretament relacionats poden obtenir reconeixement i suport oficial, al Regne Unit hi ha una tendència a considerar estretament relacionat els vernacles com un sol idioma. Fins i tot el llenguatge de signes britànic és considerat erròniament com una forma d'"anglès" per alguns, en lloc de ser el llenguatge de ple dret, amb una gramàtica clara i vocabulari propi. Els límits no sempre són ben definits i poden conduir a problemes en l'estimació del nombre de parlants.

#### Hostilitat
A Irlanda del Nord, l'ús d'irlandès i escocès d'Ulster és vist sovint amb una forta càrrega política, ja que ambdues comunitats els han utilitzat en el passat amb aquesta finalitat. D'acord amb l'Enquesta de Vida i Temps a Irlanda del Nord de 1999, la proporció d'ús de l'escocès de l'Ulster entre unionistes i nacionalistes és de 2:1. Aproximadament l'1% dels catòlics afirmen que el parlen, mentre que el 2% dels protestants afirmen parlar-lo. La disparitat en les proporcions determinada per fe i comunitat política, tot i la coincidència molt gran entre els dos, reflectit el nombre molt escàs de respostes. Entre les dues comunitats 0% el parlen com a llengua principal a la llar. Una proporció de 2:1 no difereix marcadament la població en general de les zones d'Irlanda del Nord on es parla escocès.
Sovint, l'ús de l'irlandès a Irlanda del Nord ha despertat la suspicàcia dels unionistes, que l'han associat amb la majoritàriament catòlica República d'Irlanda, i més recentment, amb el moviment republicà d'Irlanda del Nord. Les zones catòliques de Belfast té senyals del carrer en irlandès similars als de la República. No obstant això, els protestants que consideren que la llengua irlandesa com tenir un alt valor simbòlic, però de baix valor comunicatiu, com a resultat poden sentir que no són benvinguts a aquestes àrees. Aproximadament el 14% de la població parla irlandès, però només l'1% el parlen com a llengua principal a la llar. En el marc de l'Acord de Saint-Andrews, el govern britànic es va comprometre a presentar una Llei de la llengua irlandesa, i s'espera que el termini de consulta acabat el 2 març de 2007 pugui veure l'irlandès convertit en llengua oficial, amb peu d'igualtat amb anglès, reconegut com una llengua indígena, o aspirar a convertir-se en llengua oficial en el futur.
Dues àrees amb noms de llocs en la seva majoria d'origen nòrdic (i alguns picta), els arxipèlags septentrionals Shetland i Orkney, van ser cedits a Escòcia per la manca de pagament d'un dot el 1472, i mai s'hi ha parlat gaèlic, sinó que la seva llengua vernacla tradicional és el norn, un derivat del nòrdic antic mútuament intel·ligible amb islandès i feroès, però que es va extingir al segle xviii després d'una immigració a gran escala de parlants scots dels Lowlands. Avui dia, molts illencs i orcadians mantenen una identitat separada, tot i que parlen varietats locals de scots i no la seva llengua nacional ja extinta. El norn també es va parlar un temps a Caithness, i potser hi desaparegué molt abans que a Shetland i Orkney. No obstant això, els parlants de nòrdic van ser assimilats en la seva totalitat per la població gaèlica de les illes occidentals; en quina mesura va ocórrer a Caithness és un tema de controvèrsia, encara que el gaèlic fou parlat a part del comtat fins al segle xx.

#### Manca de reconeixement
Scots a Escòcia i les varietats regionals d'anglès a Anglaterra reben poc o cap reconeixement oficial. Els dialectes del nord d'Anglaterra comparteixen algunes característiques amb els escocesos que no comparteixen els del sud d'Anglaterra. Els dialectes regionals d'Anglaterra una vegada van ser molt variats, com va recollir Joseph Wright al English Dialect Dictionary i al Survey of English Dialects, però s'han extingit en el temps perquè les diferències regionals actuals són en gran part en la pronunciació més que en la gramàtica o el vocabulari.
El finançament públic de les llengües minoritàries segueix produint reaccions diverses, i de vegades hi ha resistència al seu ensenyament a les escoles. Com a resultat, en part el domini d'altres idiomes a més de l'anglès "Standard" pot variar àmpliament.

## Llengües dels immigrants

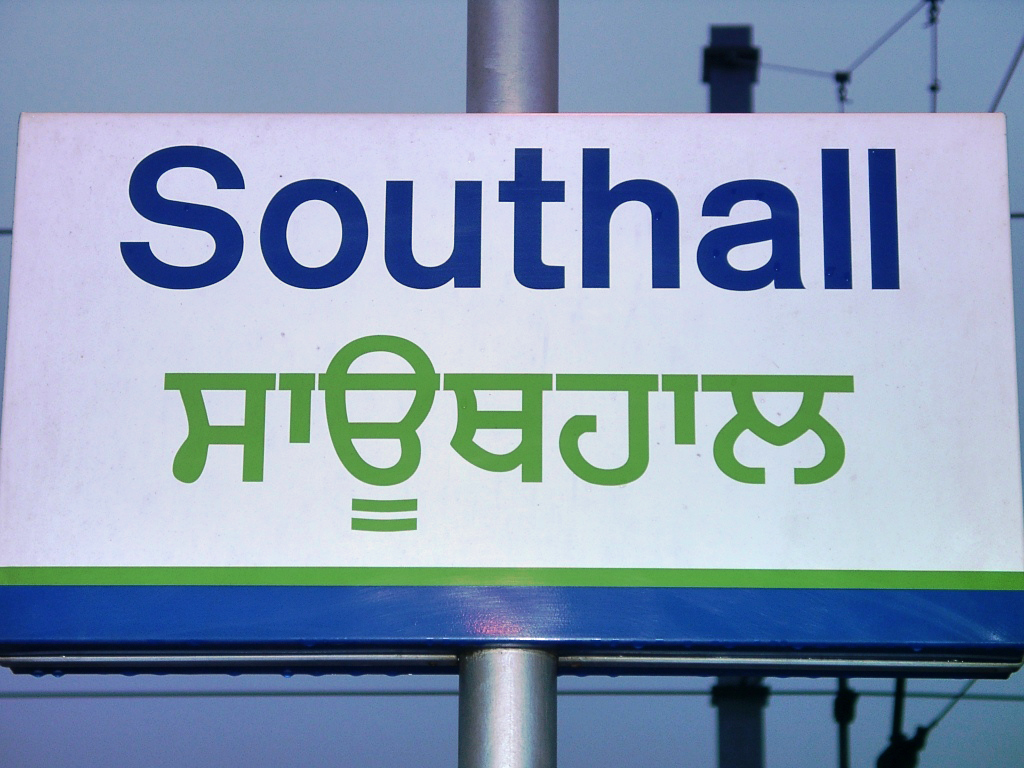
Senyal en anglès i punjabi a l'estació de Southall, Southall, Middlesex

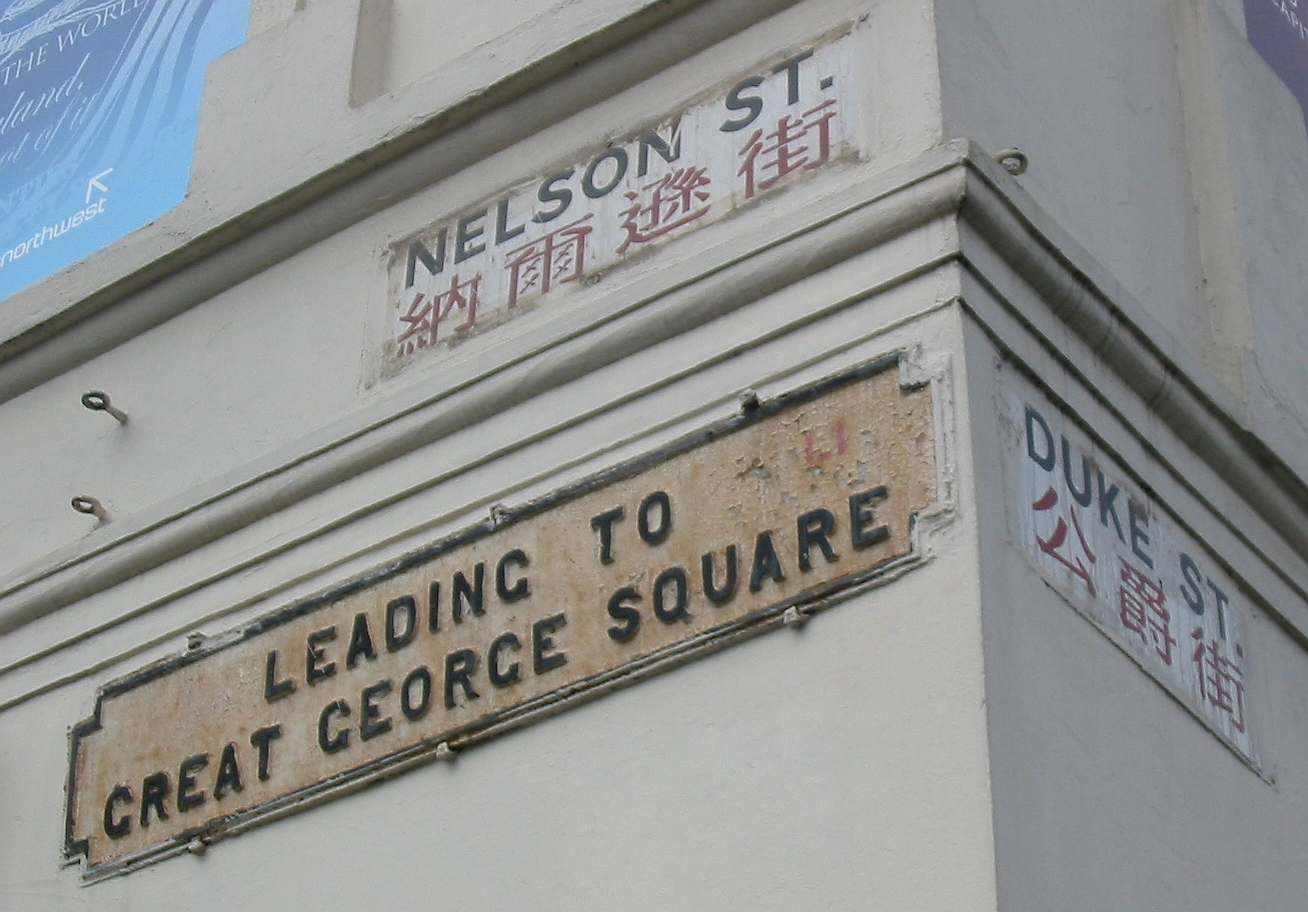
Senyalització bilingüe a Chinatown, Liverpool, Merseyside

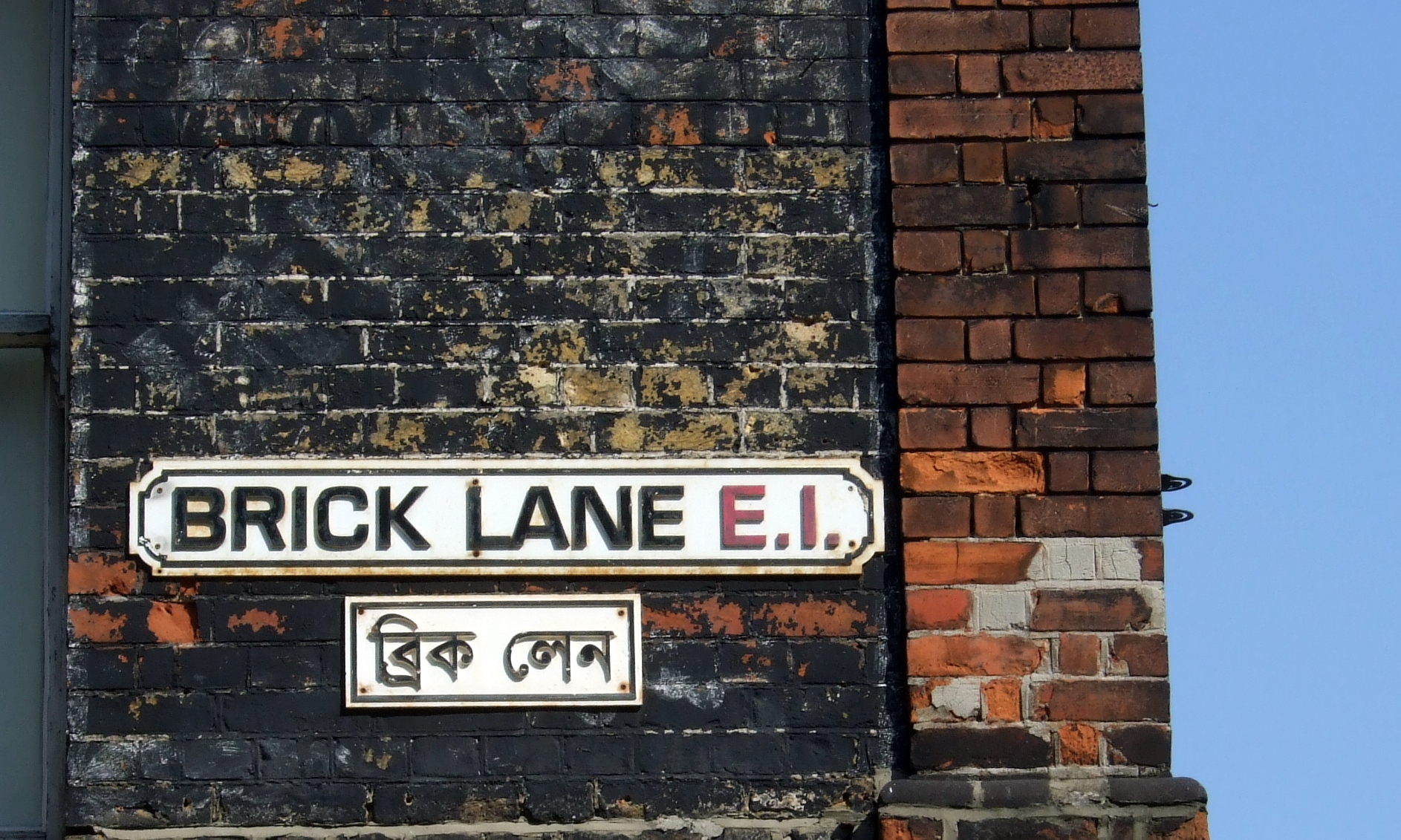
Senyalització en anglès i bengalí al carrer Brick Lane Tower Hamlets, London

Les comunitats emigrades al Regne Unit en les últimes dècades han portat molts més idiomes al país. Les enquestes foren començades el 1979 per l'Autoritat Educativa d'Inner London, que descobrí al país que es parlen més de 100 idiomes per les famílies dels nens en edat escolar del centre de Londres.
Els asiàtics del sud al Regne Unit parlen dotzenes d'idiomes diferents, i és difícil determinar quantes persones parlen cada idioma junt amb l'anglès. El subgrup més nombrós dels asiàtics britànics són els d'origen panjabi (representen aproximadament dos terços dels immigrants del sud d'Àsia al Regne Unit), tant de l'Índia com del Pakistan, sumen més de 2 milions al Regne Unit i són la comunitat panjabi més gran fora d'Àsia meridional. La llengua panjabi és actualment el segon idioma més parlat al Regne Unit. Molts negres britànics parlen anglès com a primer idioma. Els seus avantpassats en la seva majoria provenien de les Índies Occidentals, principalment de Jamaica, generalment també parlaven crioll basat en l'anglès, per això hi ha un nombre significatiu de parlants de criolls caribenys. Amb més de 300.000 francesos nascuts al Regne Unit, a més de la popularitat general de la llengua, el francès és entès pel 23% de la població del país. Una gran proporció dels negres britànics, especialment immigrants d'origen africà, parlen francès com a primera o segona llengua.
La comunitat de parla bengalí al Regne Unit es compon en gran manera d'immigrants de Bangladesh, principalment de la regió de Sylhet (majoritàriament musulmana), i un petit nombre d'indis de la Bengala Occidental (principalment hinduistes). Hi ha al voltant de 400.000 parlants bengalís, 300.000 dels quals parlen sylheti, que és consideratper alguns com un dialecte del bengalí i epr altres com a llengua diferent. Els de Bengala Occidental parlen principalment bengalí estàndard, mentre que els de Bangladesh, principalment parlen sylheti, que no té forma escrita, però els nens poden haver rebut educació mitjana en bengalí estàndard a l'escola. El sylheti no és reconegut com a idioma a Bangladesh, i hi ha un cert debat sobre si hauria de ser reconegut com a idioma diferent del bengalí. La comunitat de parla bengalí al Regne Unit està molt concentrada en el districte londinenc de Tower Hamlets.

### Principals llengües entre els immigrants
Segons Ethnologue, les deu llengües estrangeres més usades pels britànics com a llengua materna són les següents (amb el nombre de parlants com a llengua materna entre parèntesis). Cal tenir en compte que aquestes dades no són actualss, així que poden haver variat sensiblement, especialment tenint en compte la forta emigració dels darrers anys procedent d'Europa Central i Europa Oriental.
1. Panjabi (574,000)
2. Bengalí (400,000)
3. Urdu (400,000)
4. Sylheti (300,000)
5. Cantonès (300,000)
6. Grec (200,000)
7. Italià (200,000)
8. Crioll caribeny del sud-oest (170,000)
9. Gujarati (140,000)
10. Caixmiri (115,000)